# 窪田四郎
窪田 四郎（くぼた しろう、1873年5月25日 - 1944年9月14日）は、日本の実業家。

## 略歴
茨城県生まれ。実業家の内田信也は実弟。1896年高等商業学校（現一橋大学）卒業、三井物産入社。1907年堺セルロイド（現ダイセル）専務取締役。1910年北海道炭礦汽船幹事。1913年波佐見鉱業専務取締役。1914年窪田事務所を設立し、南洋諸島との貿易に従事。1918年富士製紙（後の王子製紙）社長。早川電力社長、如水会理事、日魯漁業（現マルハニチロ）社長などを歴任。1927年東京米穀商品取引所理事長。